# Grand Prix Story
Grand Prix Story ist der Titel der vom österreichischen Motorsportjournalisten Heinz Prüller geschriebenen Jahrbuchreihe, die seit 1971 in Österreich und Deutschland erscheint und einen Überblick über die jeweilige Formel-1-Saison bietet.
Das Buch besteht aus den Teilen Statistik und Beschreibung der Rennen mit Hintergrundinformationen. Im erzählten Teil werden Rennen, Fahrer und Teams beschrieben und Background-Storys erzählt. Im Statistikteil werden alle Daten über die Ergebnisse der einzelnen Freien Trainings, Qualifyings und Rennen der Saison aufgelistet.

## Geschichte
Im Jahr 1971 wurde der erste Teil unter dem Namen Grand Prix Story 71 und die Männer die sie lebten veröffentlicht. Bis 2019 kamen 49 Bände auf den Markt. Die Reihe wurde im Jahr 2020 mit dem 50. Band beendet, in welchem 48 Kapitel der jeweils älteren Bücher enthalten waren. Bis 1999 waren nur die letzten beiden Zahlen der Jahreszahl im Titel enthalten, ab 2000 alle vier.

## Bände
Folgend eine Liste aller erschienenen Bände der Grand Prix Story.
| Band                  | Titel                                                          |
| --------------------- | -------------------------------------------------------------- |
| Grand Prix Story 71   | und die Männer die sie lebten                                  |
| Grand Prix Story 72   | Das Jahr des Fittipaldi                                        |
| Grand Prix Story 73   | Zwei gegen Lotus: Stewart und Cevert                           |
| Grand Prix Story 74   | Trotz Ferrari – Fittipaldi                                     |
| Grand Prix Story 75   | Lauda – und ein Jahr wie kein anderes                          |
| Grand Prix Story 76   | Ein Punkt – ein Leben                                          |
| Grand Prix Story 77   | Ferrari addio                                                  |
| Grand Prix Story 78   | Andretti, Nummer 1                                             |
| Grand Prix Story 79   | Franzosen, Araber, Ferrari Lauda                               |
| Grand Prix Story 80   | Die jungen Löwen                                               |
| Grand Prix Story 81   | Piquet Weltmeister Reutemann verraten Warum Lauda wieder fährt |
| Grand Prix Story 82   | Der kecke Rosberg                                              |
| Grand Prix Story 83   | Der erste Turbo-Champion                                       |
| Grand Prix Story 84   | Der größte Lauda                                               |
| Grand Prix Story 85   | Danke, Niki                                                    |
| Grand Prix Story 86   | Gerhard Berger: Der Weg zu Ferrari                             |
| Grand Prix Story 87   | Ein Mann sieht rot                                             |
| Grand Prix Story 88   | Solo für zwei                                                  |
| Grand Prix Story 89   | Der große Crash                                                |
| Grand Prix Story 90   | Die Tiefflieger                                                |
| Grand Prix Story 91   | Grenzgänger                                                    |
| Grand Prix Story 92   | Der große Poker                                                |
| Grand Prix Story 93   | Adieu, Alain Servus, Schumacher                                |
| Grand Prix Story 94   | Requiem für Senna                                              |
| Grand Prix Story 95   | Servus, Ferrari!                                               |
| Grand Prix Story 96   | Damon Hill: Allein gegen alle                                  |
| Grand Prix Story 97   | Weltmeister durch K.O.                                         |
| Grand Prix Story 98   | Das Duell Mika – Michael                                       |
| Grand Prix Story 99   | Mika Hakkinen – zweimal Champion                               |
| Grand Prix Story 2000 | Grazie, Schumi!                                                |
| Grand Prix Story 2001 | Formel Schumi                                                  |
| Grand Prix Story 2002 | Crash-Kurs                                                     |
| Grand Prix Story 2003 | Schumi gegen die jungen Löwen                                  |
| Grand Prix Story 2004 | Einsteiger Umsteiger Aufsteiger                                |
| Grand Prix Story 2005 | Alonso I. – der neue König                                     |
| Grand Prix Story 2006 | Servus, Schumi!                                                |
| Grand Prix Story 2007 | Black Magic, Kimi & Spione                                     |
| Grand Prix Story 2008 | Siegen ist nicht genug                                         |
| Grand Prix Story 2009 | Siege und Skandale                                             |
| Grand Prix Story 2010 | Red Bull, Regen und Rekorde                                    |
| Grand Prix Story 2011 | Der mit dem Bullen tanzt Die große Vettel Show                 |
| Grand Prix Story 2012 | Der wilde Ritt nach Texas                                      |
| Grand Prix Story 2013 | Vettel – viermal ist nicht genug                               |
| Grand Prix Story 2014 | Krieg der Sterne                                               |
| Grand Prix Story 2015 | Siegen ist das einzige, was zählt                              |
| Grand Prix Story 2016 | Mercedes Ritterspiele                                          |
| Grand Prix Story 2017 | Härter, breiter, schneller- die neue Formel 1                  |
| Grand Prix Story 2018 | Aufstieg in die Top-League                                     |
| Grand Prix Story 2019 | Tausend Rennen sind nicht genug                                |
| Grand Prix Story 50   | Die Höhepunkte aus 50 Jahren                                   |